# Франческо Дуранте
Франческо Дуранте (італ. Francesco Durante) (*31 березня 1684, Фраттамаджоре, поблизу Неаполя — †30 вересня 1755, Неаполь) — італійський композитор.

## З життєпису
Франческо Дуранте навчався в Неаполі у свого дядька Анджело Дуранте (ректора консерваторії «Сан-Онофріо»), потім у Джузеппе Оттавіо Пітоні, А. Скарлатті, H. Фаго і M. Маркетті.

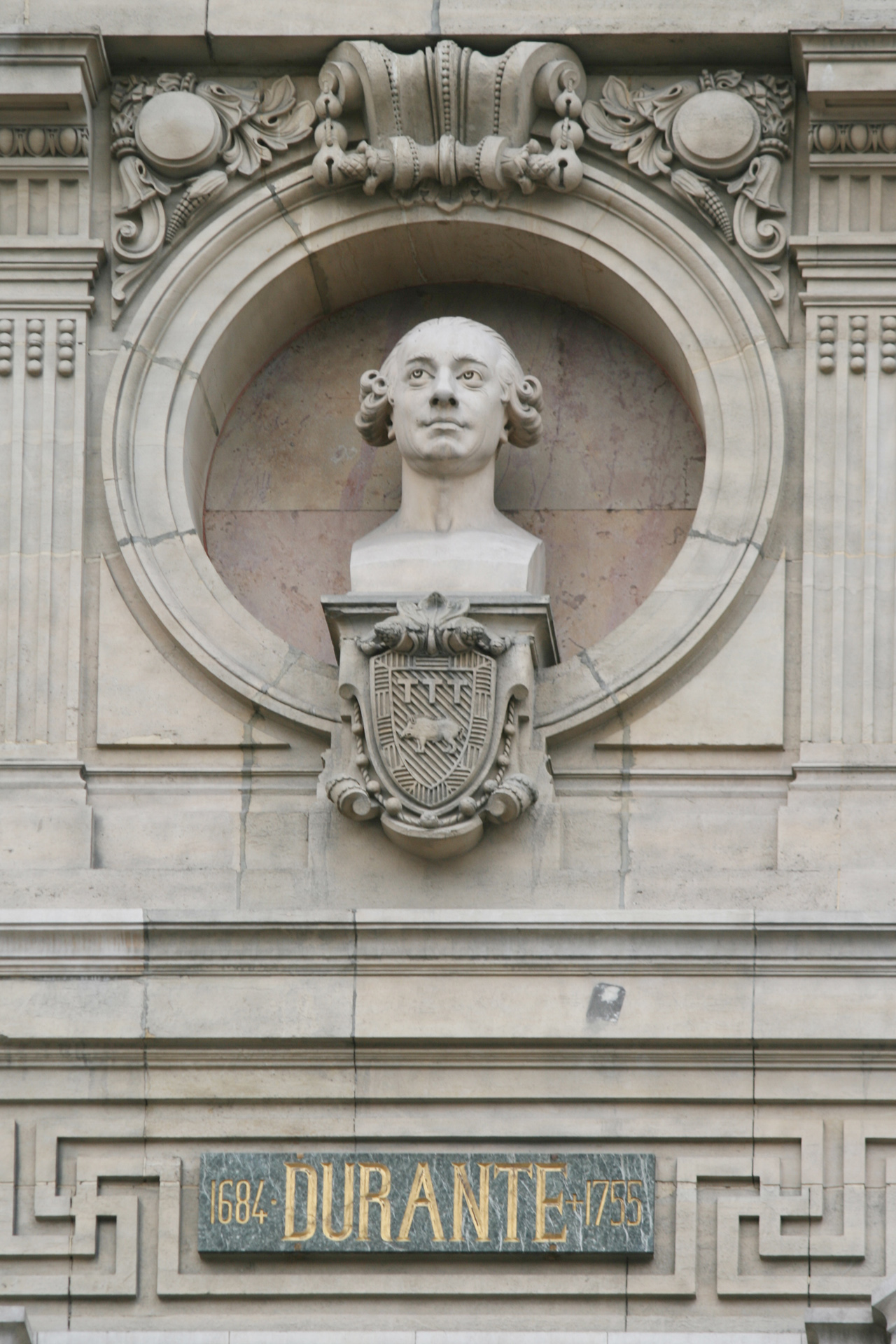
Бюст Ф. Дуранте на Опера Гарньє, Париж

У 1710 почав викладати в консерваторії «Сан-Онофріо». Надалі очолював консерваторії «Дей-Повері-ді-Джезу-Крісто» (1728–1738), «Санта-Марія-ді-Лорето» (1742–1745), «Сан-Онофріо» (1745 — до кінця життя).

## З творчості
Дуранте — видатний представник неаполітанської школи. Його музиці властиве поєднання мелодійної виразності, характерної для неаполітанських композиторів, c поліфонічним мистецтвом римської школи.
Писав церковні меси («Меса в стилі Палестріні»), мотети, кантати, псалми, гімни, «Ламентація Єремії», «Магніфікат», антифони і камерну музику (сонати для клавесина, мадригали), дуети для голосу з інструментальним супроводом.
Автор драматичного жарту «Дива божественого милосердя, звернені до пастви славного святого Антонія Падуанського» (1705, поставлено на одній з площ Неаполя). Учнями Дуранте були композитори T. Траетта, Е. Дуні, A. Саккіні, H. Піччінні, П. Гульєльмі, Дж. Паізіелло.